# Staten Island Ferry

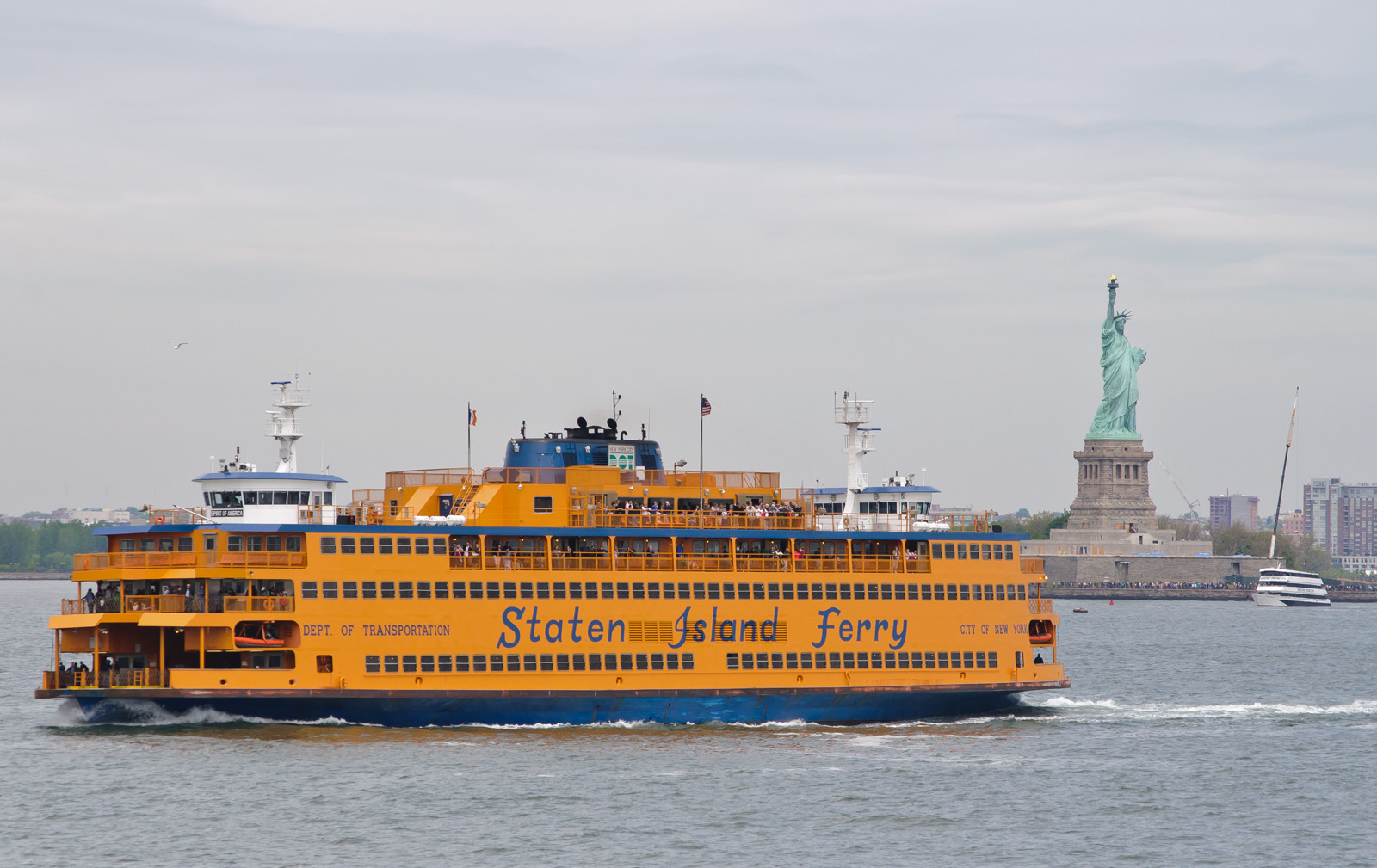
Staten Island-färjan med Frihetsgudinnan på Liberty Island i bakgrunden.

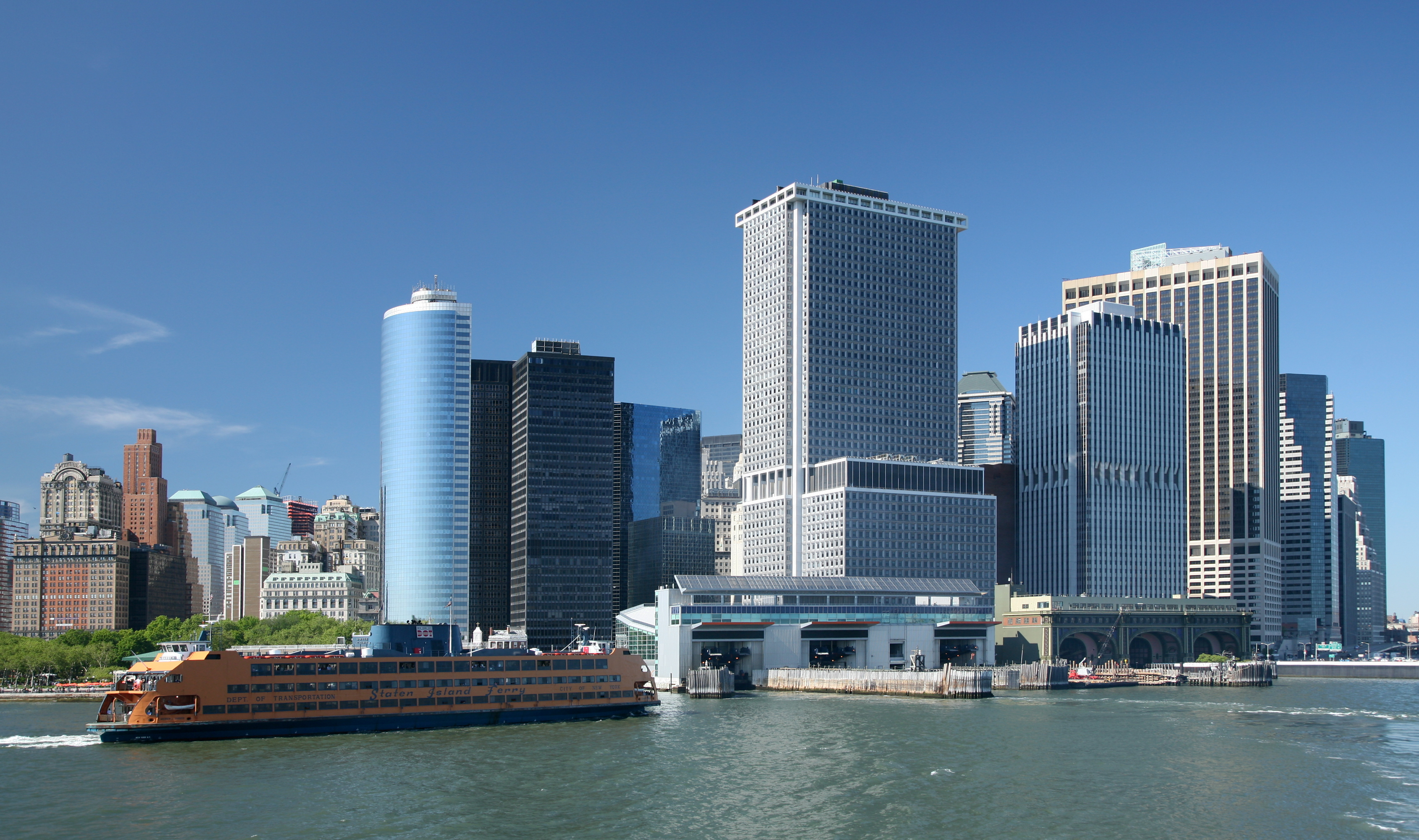
Staten Island-färjan ankommer vid Lower Manhattan.

Staten Island Ferry är en reguljär färjeförbindelse i New York i USA. Den går mellan Lower Manhattan (vid Battery Park) till Staten Island där den ansluter till bussar och Staten Island Railroad. Färjan började gå som ångbåt år 1817 (SS Nautilus), då den ersatte de segelbåtar som använts sedan 1700-talet, blev kommunal 1905, och är än i dag avgiftsfri. Linjen drivs av New York Department of Transportation och går dygnet runt, 365 dagar om året. Årligen färdas omkring 20 miljoner passagerare med Staten Island Ferry.
Ångmotorer användes för att driva färjorna fram till 1980-talet.
Tidigare kunde bilar köra ombord, vilket avskaffades efter 11 september-attackerna 2001. Cyklar tillåts dock fortfarande.

### Fotnoter
1. ↑  ”Staten Island Ferry” (på engelska). Castles of the Seas. http://www.castlesoftheseas.nl/staten-island-ferry.html. Läst 7 november 2015.
2. ↑  Bootie Cosgrove-Mather (16 oktober 2003). ”Deadly Staten Island Ferry Crash” (på engelska). CBS News. http://www.cbsnews.com/news/deadly-staten-island-ferry-crash/. Läst 7 november 2015.
3. ↑  Kat Aaron (17 september 2014). ”Staten Island Ferry Gets Major Storm Safety Upgrade” (på engelska). WNYC. http://www.wnyc.org/story/staten-island-ferry-gets-major-storm-safety-upgrade/. Läst 7 november 2015.
4. ↑  Kristin F. Dalton (13 augusti 2015). ”Vintage photos of Staten Island ferries; send us yours” (på engelska). Silive. http://www.silive.com/timecapsule/2015/08/tbt_vintage_photos_of_staten_i.html. Läst 7 november 2015.